# Cambyses II
Cambyses II (tiếng Ba Tư: کمبوجيه دوم, tiếng Old Persian: 𐎣𐎲𐎢𐎪𐎡𐎹  Kɑmboujie,) (mất năm 522 trước Công nguyên), con của Cyrus Đại đế (trị vì: 559–530 trước Công nguyên), là vua của các vua của Đế quốc Achaemenes. Ông nội của Cambyses là Cambyses I, vua xứ Anshan. Sau khi Cyrus Đại đế chinh phạt Cận Đông và Trung Á, Cambyses II tiếp tục bành trướng lãnh thổ của đế quốc vào Ai Cập trong thời hậu nguyên với chiến thắng trước pharaon Psamtik III của Ai Cập trong trận Pelusium vào năm 525 trước Công nguyên. Sau chiến dịch Ai Cập và thỏa hiệp với Libya, Cambyses xâm lược Vương quốc Kush (nằm ở Cộng hòa Sudan ngày nay) nhưng chỉ giành được thắng lợi nhỏ.

## Đội quân biến mất

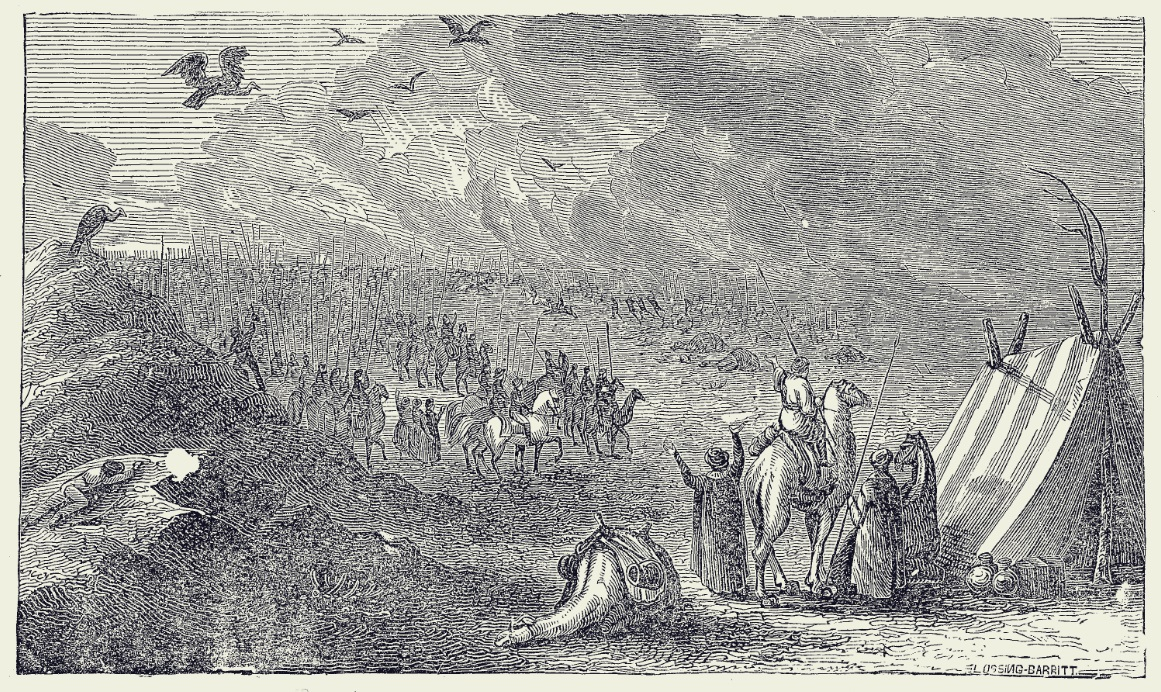
Một quách thế kỷ 19 miêu tả Đội quân biến mất của Cambyses II

Vào năm 524 trước Công nguyên, vua Cambyses Đệ nhị đã gửi một đoàn quân gồm hơn 50.000 binh lính chống lại Ethiopia. Họ hành quân và san phẳng nhiều ốc đảo, nhưng rồi tất cả biến mất một cách bí ẩn mà không để lại dấu vết.
Vào tháng 11 năm 2009, hai nhà khoa học Angelo và Alfredo Castiglioni đã công bố phát hiện những tàn tích, công cụ và vũ khí của con người trong thời kỳ của quân đội Ba Tư. Theo 2 nhà khoa học này thì đội quân thực chất đã bỏ mạng trên sa mạc vì gặp phải một cơn bão cát hung dữ.
Theo kết quả của cuộc khai quật tại Ốc đảo Dakhla, vào năm 2015, Olaf E. Kaper thuộc Đại học Leiden lập luận rằng đội quân mất tích không bị bỏ mạng bởi một cơn bão cát, mà bị phục kích và đánh bại bởi pharaoh Ai Cập nổi loạn, Petubastis III. Petubastis sau đó đã bị đánh bại bởi người kế nhiệm của Cambyses, Darius I, người đã cố tình tạo nên câu chuyện về cơn bão cát để làm biến mất chiến thắng của kẻ thù Petubastis.